# Campeonato Acreano Segunda Divisão 2014
In 2014 werd het zevende Campeonato Acreano Segunda Divisão gespeeld voor clubs uit de Braziliaanse staat Acre. De competitie werd georganiseerd door de FFA en werd gespeeld van 6 tot 30 augustus. Amax werd kampioen.

## Eerste toernooi
| Plaats | Club          | Wed. | W | G | V | Saldo | Ptn. |
| ------ | ------------- | ---- | - | - | - | ----- | ---- |
| 1.     | Independência | 3    | 2 | 0 | 1 | 6:4   | 6    |
| 2.     | São Franciso  | 3    | 2 | 0 | 1 | 3:2   | 6    |
| 3.     | ADESG         | 3    | 1 | 0 | 2 | 5:5   | 3    |
| 4.     | Amax          | 3    | 1 | 0 | 2 | 2:5   | 3    |

|  | Geplaatst voor finale |

## Tweede toernooi
| Plaats | Club          | Wed. | W | G | V | Saldo | Ptn. |
| ------ | ------------- | ---- | - | - | - | ----- | ---- |
| 1.     | Amax          | 3    | 2 | 1 | 0 | 15:4  | 7    |
| 2.     | Independência | 3    | 2 | 1 | 0 | 12:1  | 7    |
| 3.     | São Franciso  | 3    | 1 | 0 | 2 | 1:12  | 3    |
| 4.     | ADESG         | 3    | 0 | 0 | 3 | 3:14  | 0    |

|  | Geplaatst voor finale |

## Finale
|                   |               |       |                   |  |
| 30 augustus 17:00 | Independência | 1 – 1 | Amax              |  |
| 30 augustus 17:00 | Zagalo 19'    |       | 67' Beto 69' Layo |  |

### Kampioen
| Campeonato Acreano de 2014 - Segunda Divisão |
| Acre                                         |
| -------------------------------------------- |
| AMAX Kampioen (1° titel)                     |